# Stefano Visconti

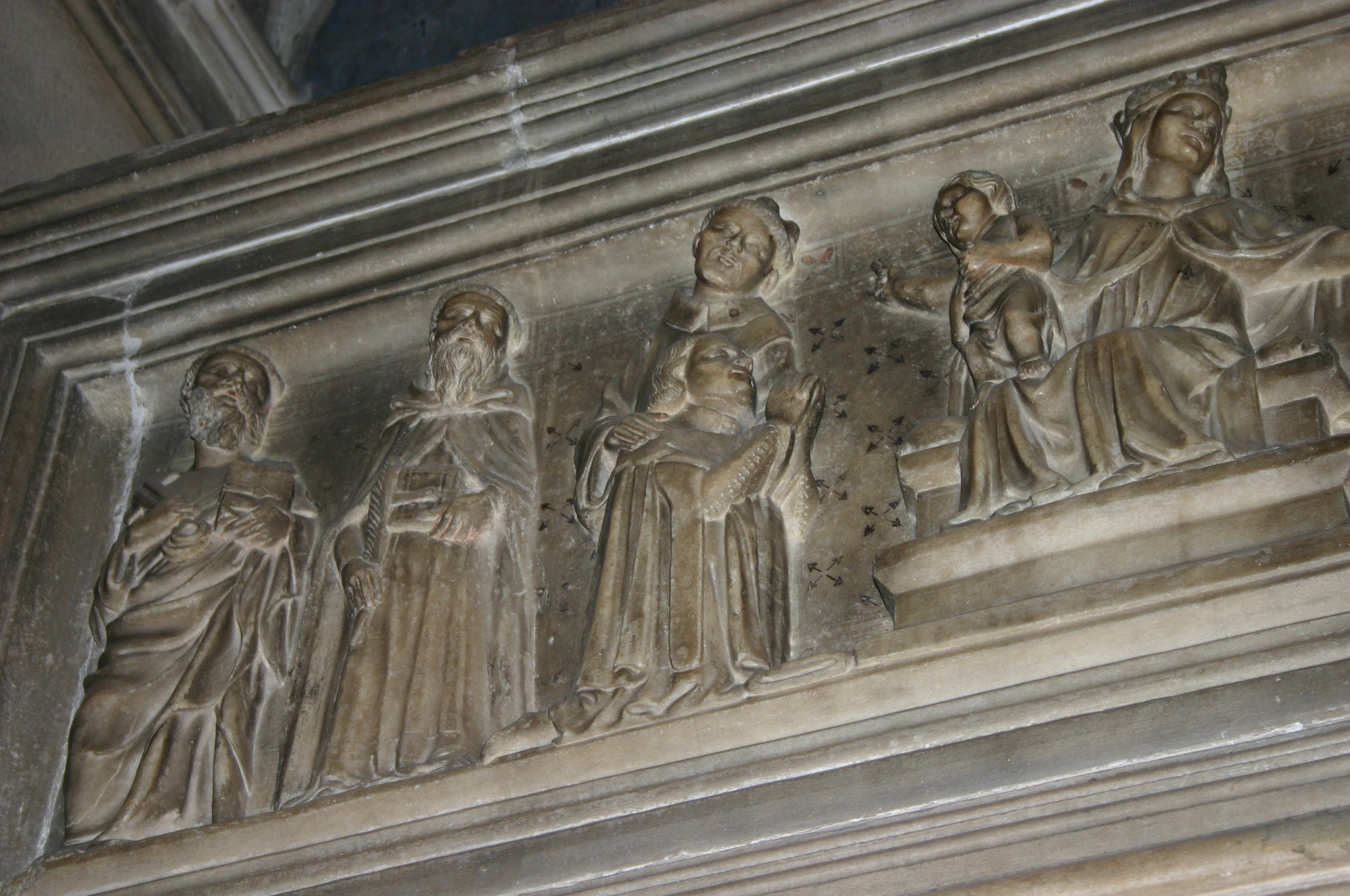
Retrato de Stefano Visconti (arrodillado) en su sepulcro. Obra del escultor Bonino da Campione

Stefano Visconti (c. 1287-4 de julio de 1327) fue un miembro de la familia Visconti.

## Vida
Señor de Arona, hijo de Mateo I Visconti y de Bonacosa Borri.
En 1318 se casó en segundas nupcias con Valentina Doria, hija de Barnabò Doria de Sassello y de Eliana Fieschi de Lavagna. El matrimonio tuvo cuatro hijos, tres de los cuales llegaron a compartir el gobierno del Milanesado: 
- Grandiana, también llamada Diana, Visconti (c. 1318-?), casada entre 1332 y 1335 con Ramón de Vilaragut, barón de Tripi y señor de la Alcaissia, de Sollana y de Trullars, capitán-general y almirante de la armada del Reino de Sicilia, doncel de Valencia, etc.
- Bernabé Visconti (1319-1385)
- Galeazzo II Visconti (1320-1378)
- Mateo II Visconti (m. 1355)
- Giovanni Visconti

En la iglesia de Sant'Eustorgio en Milán, está la magnífica tumba que se construyó en 1359 para Stefano y su esposa Valentina.